# Кіт степовий

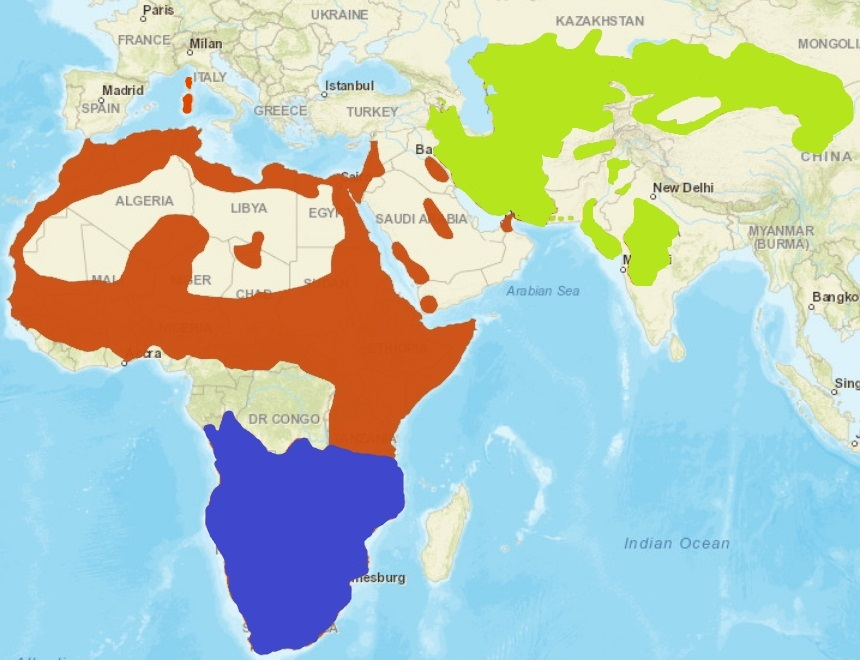
Синім — F. l. cafra; бурим — F. l. lybica; зелененьким — F. l. ornata

Кіт степовий (Felis silvestris lybica або Felis lybica) — підвид кота лісового (Felis silvestris) або окремий вид, який проживає в Північній Африці, Близькому Сході та на Аравійському півострові. Кішка проходить по статусу найменшого ризику у Червоному списку Міжнародного союзу охорони природи.
Степовий кіт відділився від інших підвидів приблизно 131,000 років тому. Деякі кішки були одомашненні на Близькому Сході ще 10,000 років тому і є предками сучасних домашніх кішок. Залишки одомашнених кішок були знайдені у місцях поховання на Кіпрі, які належать неолітичним рільникам і мають вік біля 9,500 років. Схрещення домашніх кішок і степового кота поширене і сьогодні.

## Зовнішній вигляд
Степовий кіт має світло піщано-сіре хутро та інколи з блідими жовтим чи червонуватим відтінком. Вуха можуть бути від червонуватого до сіруватого забарвлення з довгими світлими жовтими волосинами навколо вушної раковини. Смуги навколо мордочки можуть бути від кольору темної вохри до чорного: дві смуги йдуть горизонтально по щокам, і від 4 до 6 — по шиї. Темна смуга проходить уздовж спини, боки більш світлі, а живіт білуватий. Блідо вертикальні смуги по боках часто розчиняються в плями. Передні лапи мають два темні кільця, задні лапи — смугасті. Стопи можуть варіюватися від темно-коричневого до чорного кольору.
Реджинальд Інес Покок описує степову кішку у відмінностях від європейської лісової непомітними смугами на потилиці та плечах, і менш різко окресленими смугами на спині та більш струнким хвостом, який має циліндричну форму, має менш густе хутро і більш звужується в кінці. Наконечники вух зазвичай мають невеликий чубчик.
Довжина тіла самців від голови до початку хвоста 47–59,7 см, довжина хвоста — 26,7–36,8 см. Довжина тіла самиць від голови до початку хвоста 40,6–55,8 см, довжина хвоста — 24,1–33,7 см. І самці, і самиці важать приблизно 3,2-4,5 кг. Хутро дещо коротше, ніж у європейської лісової кішки.

## Таксономія
Felis lybica — наукова назва, запропонована в 1780 році Георгом Форстером, який заснував свій опис на екземплярі з Гафси, Берберійський берег, який мав розмір домашнього кота, але мав руду шерсть, короткі чорні пучки на вухах і кільчастий хвіст. 
 
З кінця XVIII до XX століть кілька натуралістів і кураторів природничих музеїв описали та запропонували нові назви для голотипів дикої кішки з Африки та Близького Сходу, зокрема:
- Felis ocreata — Йоганн Фрідріх Гмелін в 1791 році, базується на описі дикої кішки, яку зустрів у північній Ефіопії Джеймс Брюс.[12]
- Felis cafra — Демаре Ансельм Гаетан в 1822 році, була заснована на двох шкурах диких котів зі Східної Капської провінції Південної Африки.[13]
- Felis ocreata mellandi — Гарольд Шванн у 1904 році, була заснована на двох шкурах диких котів з північно-східної Родезії в колекції Музею природознавства в Лондоні.[14]
- Felis ocreata rubida — Шванн у 1904 році, базується на описі черепа і шкіри самця дикої кішки з Бельгійського Конго.[14]
- Felis ocreata ugandae — Шванн у 1904 році, базується на описі черепа і жовтувато-сірої шкіри самця дикої кішки з Уганди. [14]
- Felis ocreata mauritana — Анхель Кабрера у 1906 році, базується на описі шкіри дикої кішки з району Могадор у Марокко.[15]
- Felis ocreata taitae — Едмунд Геллер[en] в 1913 році, базується на описі черепа і світлої шкіри самки дикої кішки з Вої на південному сході Кенії.[16]
- Felis ocreata iraki — Роберт Ернест Чизмен[en] у 1920 році, базується на описі сірої шкіри дикої кішки з Кувейту та інший екземпляр такого ж кольору з річки Тигр.[17]
- Felis haussa — Олдфілд Томас та Мартін Гінтон в 1921 році — череп і шкіра піщаного кольору самця дикої кішки з гір Аїр на південь від Зіндера.[18]
- Felis ocreata griselda та F. o. namaquana — Олдфілд Томас в 1926 році — бліда шкіра дикої кішки з півдня Бенгели в Анголі та інша бліда шкіра дика кішка з Намакваленду в Намібії.[19]
- Felis lybica pyrrhus — Реджинальд Інес Покок в 1944 році, — серія з десяти сірувато-коричневих шкір диких котів з Бенгели.[20]
- Felis lybica tristrami — Покок у 1944 році — блідо-охристо-біла шкіра дорослої самки дикої кішки з палестинського району Моав.[21]
- Felis lybica lowei, F. l. lynesi, F. l. foxi та F. l. brockmani — Покок у 1944 році — бліда шкіра дорослої самки дикої кішки з гір Марра в пустелі Дарфур, дуже бліда шкіра самця дикої кішки з півночі Ель-Фашира в Дарфурі, темна шкіра самця дикої кішки зі штату Баучі на півночі Нігерії та блідо-коричнева шкіра молодого дорослого самця дикої кішки з гір Голіс[en] на півночі Сомалі.[22]
- Felis silvestris gordoni — Девід Гаррісон у 1968 році — череп і дуже блідо-сіру коричневу смугасту шкіру самки дикої кішки із заходу Сухар в Омані . [23]

З 2017 року три підвиди кота степового визнані валідними таксонами:
- Африканська дика кішка (Felis lybica lybica), номінальний підвид у Північній Африці та від Синаю до Судану
- Південноафриканська дика кішка (Felis lybica cafra) у Південній Африці
- Кіт барвистий (Felis lybica ornata) в Азії

## Філогенез
Філогенетичний аналіз ядерної ДНК у зразках тканин усіх видів Felidae показав, що еволюційна радіація Felidae почалося в Азії в міоцені приблизно 14,45 — 8,38 мільйонів років тому. 

Аналіз мітохондріальної ДНК усіх видів Felidae вказує на радіацію приблизно 16,76 — 6,46 мільйонів років тому. 

Кіт степовий є частиною еволюційної лінії, яка, за оцінками, зазнала дивергенції від спільного предка виду Felis приблизно 2,16–0,89 мільйона років тому, виходячи з аналізу їх ядерної ДНК. 

 
Аналіз їхньої мітохондріальної ДНК вказує на генетичну відмінність від Felis приблизно від 4,21 до 0,02 мільйона років тому. 

Обидві моделі погоджуються в тому, що кіт очеретяний (F. chaus) був першим видом Felis, який зазнав генетичної дивергенції, а потім і чорноногий кіт (F. nigripes), піщаний кіт (F. margarita), а потім кіт степовий. 

На основі дослідження мітохондріальної ДНК 979 домашніх і диких кішок з Європи, Азії та Африки вважається, що лінія кота степового відокремилася від європейської дикої кішки приблизно 173 000 років тому, а північноафриканська/близькосхідна дика кішка відокремилася від азійської дикої кішки і південноафриканської дикої кішки приблизно 131 000 років тому. 
Близько 10 000 років тому деякі коти степові були приручені в Родючому півмісяці і є предками домашньої кішки. 
Домашні коти походять від щонайменше п’яти «мітохондріальних Єв». 
Кіт степовий також був одомашнений в стародавньому Єгипті. Лінія єгипетської домашньої кішки почала поширюватися в Середземноморському басейні з VIII століття до н. е. і з'явилась на узбережжі Балтійського моря до V століття н.е..
На Кіпрі кіт степовий був знайдений в місці поховання поруч із людським скелетом у поселенні Шіллоурокамбос докерамічного неоліту B. За приблизними підрахунками, ці могили були засновані землеробами епохи неоліту близько 9500 років тому, і вони є найдавнішим доказом тісного зв’язку між котом і людиною. Їхня близькість вказує на те, що кіт міг бути прирученим або одомашненим. 
Результати генетичних досліджень показують, що кіт степовий зазнав генетичної дивергенції на три клади приблизно 173 000 років тому, а саме близькосхідну дику кішку, південноафриканську дику кішку та азійську дику кішку. Кіт степовий були вперше одомашнені приблизно 10 000 років тому на Близькому Сході і є предками домашньої кішки (F. catus). 
Домашні коти та коти степові залишаються тісно пов’язаними в наш час; міжвидові гібриди між домашньою кішкою та степовими котами є поширеними та трапляються там, де їхні ареали збігаються.

## Поширення
Степова кішка займає території Північної Африки, Близького Сходу, периферію Аравійського півострова та Каспійського моря. В Африці ареал проживання проходить від Марокко до Єгипту, від саван Мавританії Західної Африки до Сомалійського півострова, включаючи Сомалі, Еритрею, Ефіопію, Джибуті та Судан, та південніше аж до Південної Африки.
Мешкає в широкому розмаїтті середовищ існування, особливо в горбистих і гірських ландшафтах, такі як гори Ахаггар. В пустелях зустрічається доволі рідко. Довгий період часу європейські лісові кішки на Сардинії вважалися підвидом степового кота. Але результати зооархеологічних досліджень виявили, що вони пішли від домашніх кішок, які були одомашнені 2000 років тому на Близькому Сході чи в Субсахарській Африці. Популяція на Корсиці також є похідною від завезених одомашнених кішок і вважається здичавілою групою. Лісові коти на Сицилії вважаються європейськими лісовими кішками.

## Поведінка
Степові коти активні головним чином вночі, коли знаходяться в пошуках здобичі. Їх слух настільки добрий, що вони можуть почути свою здобич на великих відстанях. Кішки повільно підкрадаються до своїх жертв і використовують рослинність задля схованок. При нагоді кидаються на жертву з відстані у один метр. Воду п'ють доволі рідко.
Коли кішки зіштовхуються з ворогами, то піднімаються волосини на спині, аби здаватися більшими і таким чином залякати своїх опонентів. В денний час зазвичай ховаються в кущах. Інколи можуть бути активними в похмурі дні. На територію одного самця зазвичай припадають території трьох самиць.

## Харчування
Степові кішки полюють переважно на мишей, пацюків, птахів, рептилій та комах.

## Розмноження
Самиці народжують від одного до трьох кошенят, в більшості випадків під час теплих вологих сезонів. Кішки народжують своє потомство в норах або в западинах у землі. Період вагітності триває від 56 до 69 днів. Кошенята народжуються сліпими і потребують повної опіки від своєї матері. Вони лишаються зі своєю матір'ю 5-6 місяців і стають статево зрілими через 6 місяців після народження.

## Зберігання
Степова кішка входить до Додатку II СІТЕС.
На даний час лише організація Alley Cat Rescue займається зберіганням та розведенням степових кішок.
Завдяки подібністю між домашньою та степовою кішками, було виявлено, що домашня кішка може виступати як сурогат для ембріонів степової. Подібності між цими двома видами означають, що ембріон степової кішки може безпечно виношуватися домашньою кішкою, не будучи відкинутим.

## У філателії
1 листопада 1997 Лівійська пошта випустила поштові марки із зображеннями степової кішки.

## Галерея

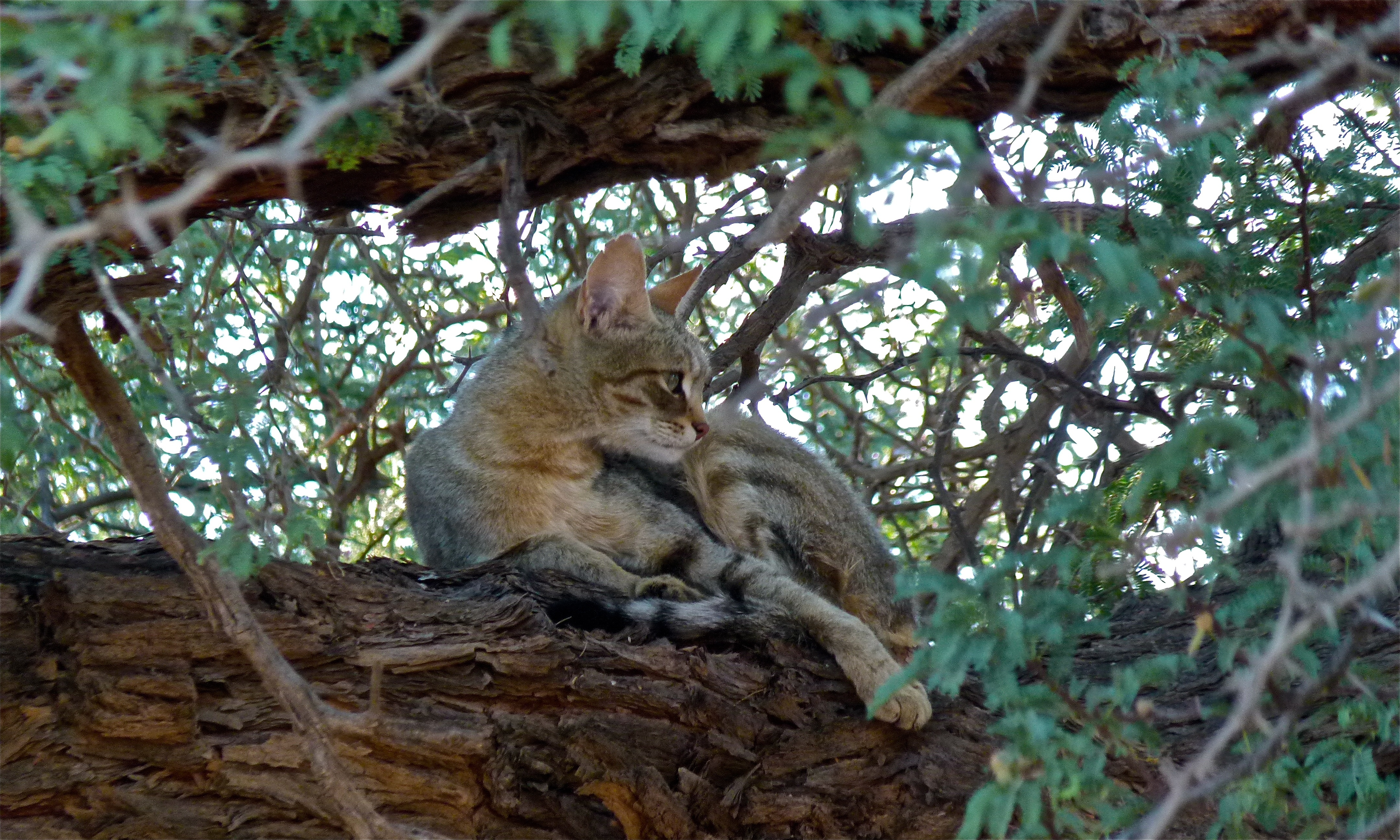
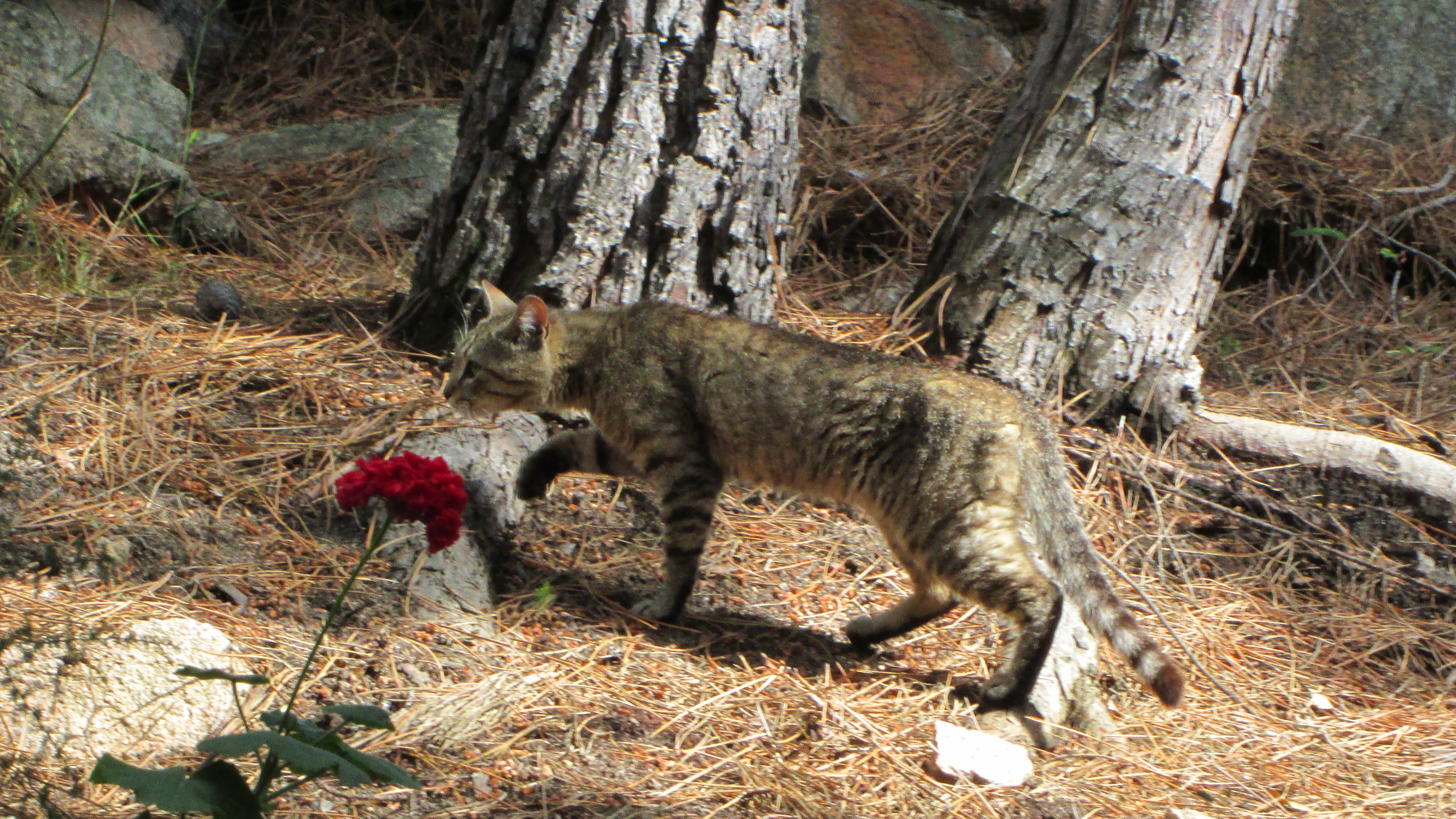
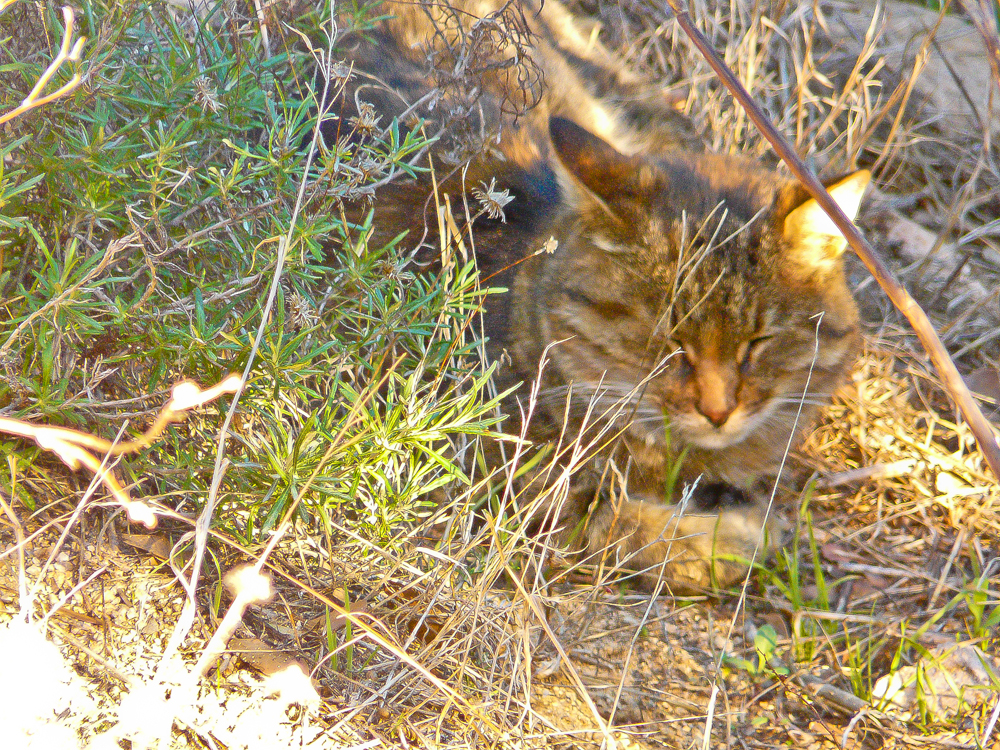